# Scar Tissue
Scar Tissue is de eerste single van het album Californication van de Californische rockformatie Red Hot Chili Peppers, die in 1999 verscheen en in 2000 de Grammy Award kreeg voor de beste rocksong. Het is tegelijk ook de titel van de in 2004 uitgebrachte autobiografie van zanger Anthony Kiedis.

## Lied
Scar Tissue (Nederlands: littekenweefsel) is een lied geschreven door zanger Anthony Kiedis over diens drugsverslaving. De 'sarcastic Mister Know-it-all' slaat op voormalige gitarist Dave Navarro.
Scar Tissue is een opvallend melodisch lied, in tegenstelling tot het vroegere werk van de Peppers. Dit is typerend voor de nieuwe weg die de band sinds Californication insloeg.

## Boek
In 2004 bracht Anthony Kiedis het gelijknamige boek Scar Tissue uit. Dit boek was een autobiografie met als hoofdonderwerp seks, drugs, en rock-'n-roll. Hierin vertelt hij over de gevolgen van drugs (vooral heroïne) en hoe deze iemands leven kapot kunnen maken. Hij schreef het samen met Larry Sloman.

## Videoclip
De videoclip van Scar Tissue werd geregisseerd door de Fransman Stephane Sednaoui, die eerder de videoclips van Breaking the Girl, Give It Away en na de clip van Scar Tissue doet hij ook nog de videoclip van Around the World. De videoclip speelt zich af in een auto. De leden van de Red Hot Chili Peppers hebben allemaal een litteken op hun gezicht.

## Tracklist

### cd-single
1. "Scar Tissue" – 3:37
2. "Gong Li" – 3:43
3. "Instrumental #1" – 2:58

### Cassettesingle
1. "Scar Tissue"
2. "Gong Li"

## NPO Radio 2 Top 2000
| Nummer met noteringen in de NPO Radio 2 Top 2000 | '14 | '15 | '16 | '17 | '18 | '19 | '20 | '21 | '22 | '23 | '24 |
| ------------------------------------------------ | --- | --- | --- | --- | --- | --- | --- | --- | --- | --- | --- |
| Scar Tissue                                      | 469 | 474 | 430 | 521 | 496 | 586 | 539 | 602 | 583 | 596 | 658 |

1. ↑  Een vetgedrukt getal geeft de hoogste notering aan.
2. ↑  2014 was het eerste jaar met een notering voor dit nummer.